# De emigranten
De emigranten (Zweeds: Utvandrarna) is een Zweedse dramafilm uit 1971 onder regie van Jan Troell. Het verhaal hiervan is gebaseerd op dat uit de gelijknamige roman uit 1949 van de Zweedse auteur Vilhelm Moberg. De film werd genomineerd voor onder meer vijf Academy Awards, namelijk zowel die voor beste niet-Engelstalige film als die voor beste film, die voor beste regisseur, die voor beste geadapteerde scenario en die voor beste hoofdrolspeelster (Liv Ullmann). Onder de daadwerkelijke toegekende prijzen waren de Golden Globes voor beste geadapteerde scenario en beste niet-Engelstalige film.

## Verhaal
Tijdens een hongersnood in de 19e eeuw besluit een Zweedse boerenfamilie te emigreren naar Minnesota. Onder leiding van een priester trekken ze samen met verschillende andere families naar de Verenigde Staten. Niet iedereen overleeft de barre reis.

## Rolverdeling
| Acteur            | Personage          |
| ----------------- | ------------------ |
| Max von Sydow     | Karl-Oskar Nilsson |
| Liv Ullmann       | Kristina Nilsson   |
| Eddie Axberg      | Robert Nilsson     |
| Sven-Olof Bern    | Nils               |
| Aina Alfredsson   | Märta              |
| Allan Edwall      | Danjel             |
| Monica Zatterlund | Ulrika             |
| Pierre Linstedt   | Arvid              |
| Hans Alfredson    | Jonas Petter       |
| Ulla Smidje       | Inga-Lena          |